# Engelberg
Engelberg és un municipi del cantó d'Obwalden (Suïssa). Es tracta d'un enclavament situat entre els cantons de Nidwalden, Berna i Uri.
Aquest és un municipi turístic tant a l'estiu com a l'hivern. El punt més alt és el massís del Titlis amb 3.238 m d'altitud.